# Олень благородний
О́лень благоро́дний або о́лень звича́йний або олень лісовий (Cervus elaphus) — найпоширеніший вид оленів у світі. Благородний олень з давніх-давен мешкав в лісостеповій зоні і вздовж всієї південної смуги лісів — європейських і сибірських, а також у вологих частинах Середньої Азії.
Як правило, довжина голови-тулуба самців становить 180–205 см, самиць — 165–180 см, плюс хвіст завдовжки 14–16 см. Відповідно, висота в плечах становить 105–130 і 95–115 сантиметрів. Особливо дрібні тварини живуть на Сардинії та Корсиці. Там вони досягають ваги лише до 80 кілограмів. Найважчі особини наразі спостерігалися в Карпатах і Болгарії, де самці сягають до 350 кілограмів, а самиці — до 200 кілограмів.

## Харчування
Олені їдять не менш ніж 300 видів рослин, переважно траву, листя і пагони, гриби, лишайники, тростину і солянки з болотної рослинності. Можуть їсти такі отруйні рослини, як беладона та аконіт. Хвою олені їсти не можуть, тому коли голод змушує їх це робити, нерідко гинуть від запалення шлунково-кишкового тракту.

## Спосіб життя
Олені живуть в лісах, лісостепах, степах, напівпустелях та пустелях, тримаючись прирічкової рослинності. Вони можуть жити і без прісної води, як на острові Бірючому в Азово-Сиваському заповіднику. Але все ж рідними місцями оленів служать світлі ліси, в основному широколистяні, лісисті острови, і навіть темнохвойні ліси, але серед просторих лугів, густі зарості кущів. В гірських місцевостях для оленів важливою є можливість відійти в період глибоких снігів на малозасніжені схили.

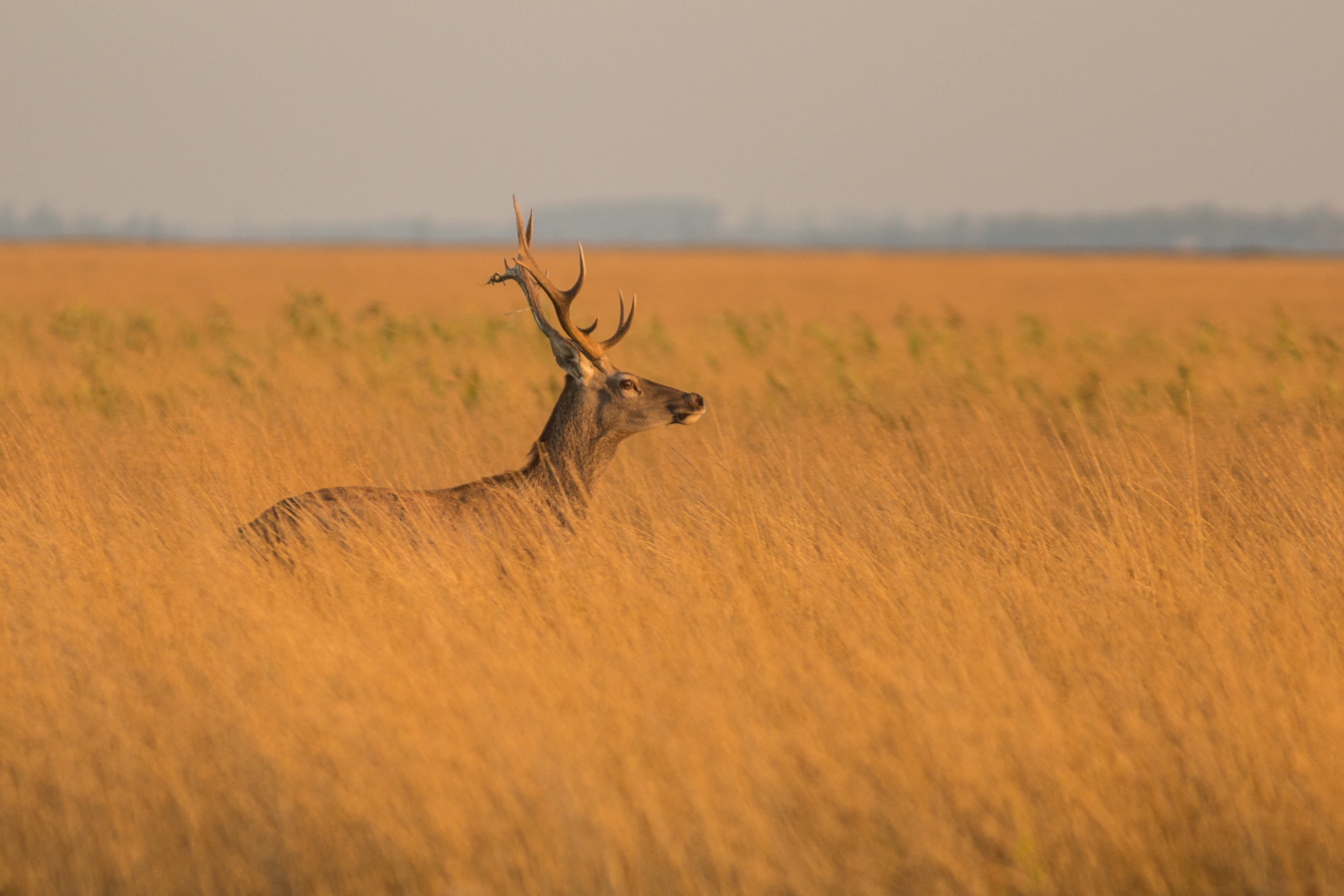
Благородний олень (асканійська форма) на острові Джарилгач

На рівнинах олені живуть осіло, тримаючись стадами по 10 і більше голів на порівняно невеликих ділянках (300—400 га літом і 200 га зимою), проходячи по глибокому снігу не більше 1-2 км за добу. В горах здійснюють великі сезонні переходи, проходячи по 50 км за день, інколи навіть по 150 км. Перехід в місця, де менше снігу, відбувається поступово і займає півтора — два місяці. В квітні-травні, коли в горах тане сніг, олені повертаються.
В сильну спеку олені лізуть в воду. Пасуться вони не безперервно, а чергують харчування з відпочинком, влаштовуючи лежанки в траві, часто на узліссях. Зимою вони трохи розгрібають сніг і притоптують, підминають — виходить тепла ямка.
Змішане стадо оленів (не в період гону) найчастіше очолює стара самиця, біля якої збираються її діти різного віку. Звичайно розмір такого стада — 3-6 голів. Навесні такі стада розпадаються.
Наприкінці серпня — на початку вересня можна почути їхній рев, який чути, особливо в горах, на декілька кілометрів. Важкі зітхання змінюються протяжним муканням, яке в молодих самців переходить в рик.
В неволі олені живуть 25-27 років, інколи навіть 30. В природних умовах, як правило, — 12-14 років. Самки живуть довше, ніж самці.

## Розмноження
Восени самець збирає гарем. Після періоду гону до такої групи дорослих самиць приєднуються телята. Це другий тип змішаного стада. Вони можуть бути великими — по 10, і навіть по 30 голів.

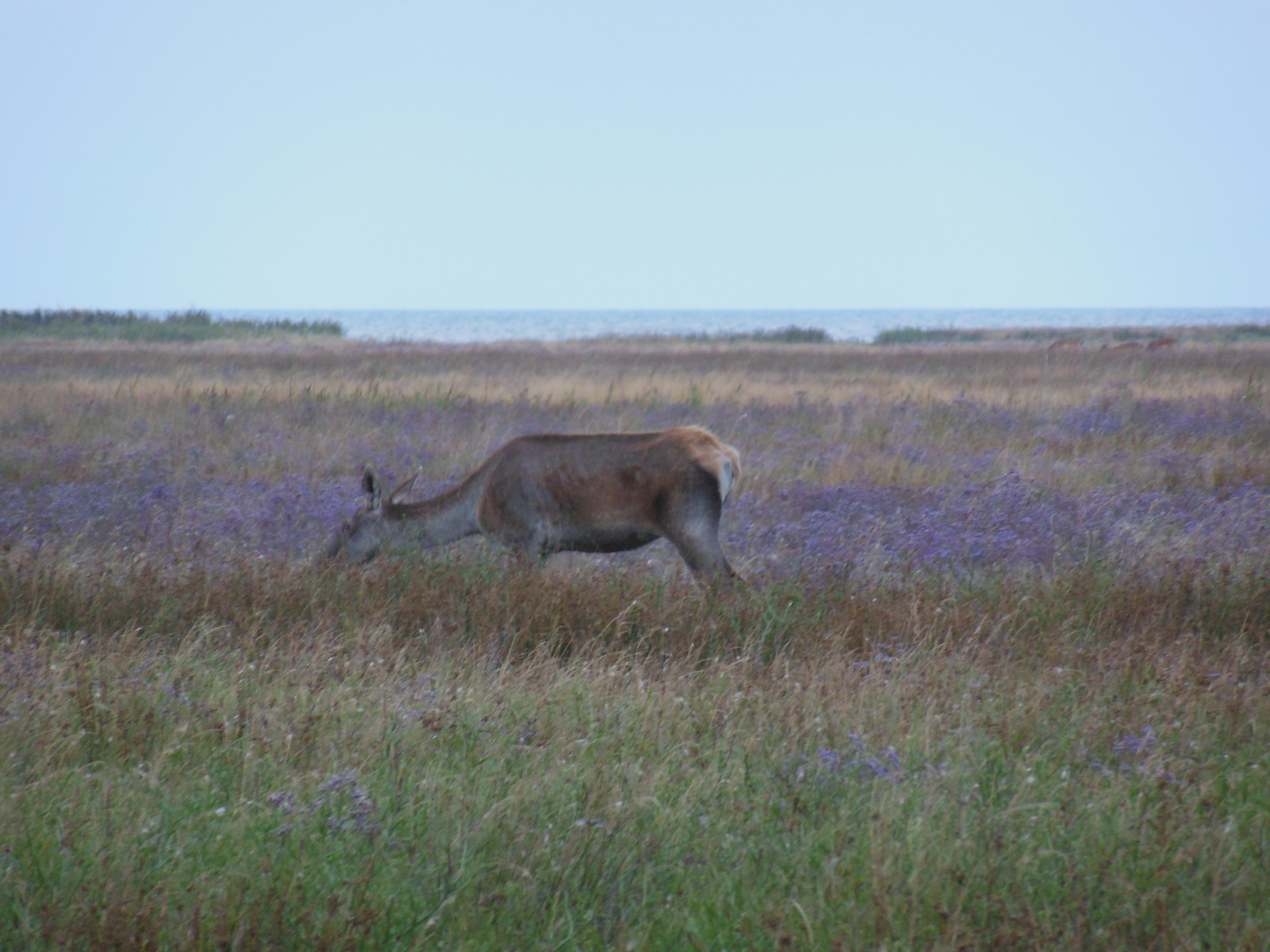
Самиця благородного оленя (асканійська форма) на острові Джарилгач

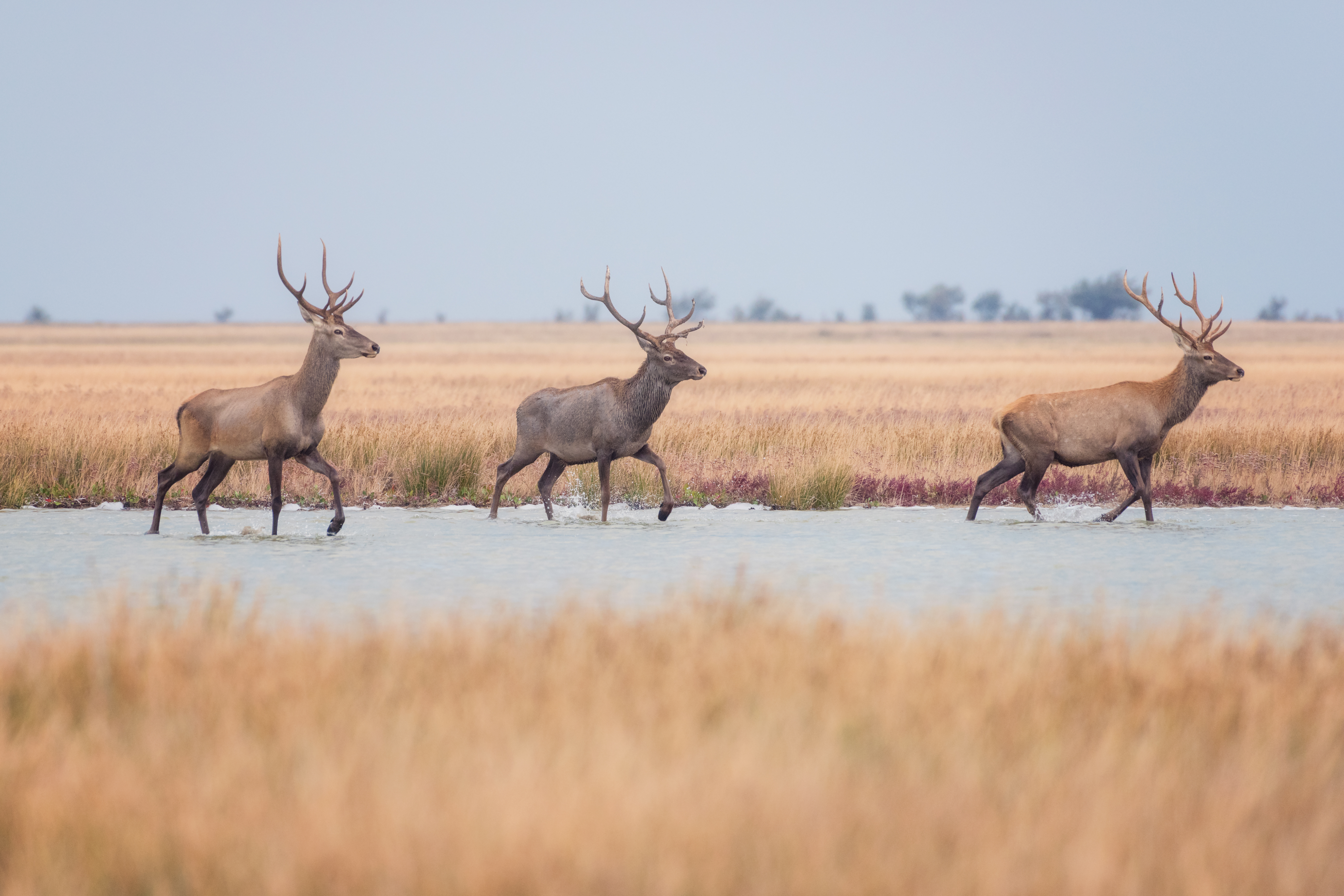
Три олені на території Джарилгацького національного природного парку

На початку «ревучого періоду» самотні самці займають визначені ділянки, інколи одні і ті ж протягом багатьох років. Збуджені, вони б'ють рогами в молоді деревця, ламають гілки, здирають кору. Тварини часто катаються по землі, мало їдять і під час гону і втрачають 30-40 кг ваги з своїх звичайних 160—300 кг.
Поступово до самців приєднуються самки. Їм подобається голос самців. Чим більший стає гарем, тим слабше стає чути рев самця. І самки, і самиці визначають силу суперника по тону реву — в розквіті сил олень має низький і захриплий голос. Але коли суперники все ж зійшлись, — починається поєдинок. Він може бути і без нападу, а обмежитись лише демонстрацією сили, але може бути і з смертельним боєм — тріск зламаних рогів і смерть обох самців.
В гаремі буває 2-3, іноді до 15 самок. Народження потомства припадає на другу половину травня — першу половину червня. До того часу самиці відділяються від змішаного стада і йдуть в зарості в долинах річок. Як правило, народжується одне теля, рідко два.
Перші 2-3 дні теля слабе і стає на ноги тільки для того, щоб посмоктати маму. Самка в цей час тримається в стороні, через 100—200 м, відволікаючи хижаків, і годує теля. На 5-7 день оленя ходить за мамою, хоча ще нетвердо тримається на ногах. Двотижневі оленята вже добре бігають, а місячні не відстають від дорослих. Траву вони починають їсти в місячному віці, але смокчуть материнське молоко до осені. Молоді тримаються біля матері 1,5-2,5 роки, інколи самки-дочки, котрі також вже мають малих, приєднуються до матері.
Новонароджене оленя вкрите кількома рядами світлих плям. Восени, після першого линяння, вони щезають. Новонароджене теля важить 8-11 кг. Воно дуже швидко росте до піврічного віку, потім ріст сповільнюється.
В маралів — найбільших оленів — тримісячна самиця має масу 50-65 кг, річні — 120—140 кг, дворічні — 190 кг, шестирічні та старші — 280—300 кг. Після 6-7 років ріст оленів припиняється.
З року в самців починають розвиватися роги. До осені другого року їх ріст закінчується, і молодий самець може бути прикрашений закостенілими «сірничками», або «шпильками» — рогами без відростків. В квітні перші роги скидаються і розвиваються нові, з 3-4 відростками. В наступні роки збільшується розмір рогів, збільшується також число відростків, але не у всіх оленів. Найбільш розвинуті і важкі роги бувають в оленів в віці 10-12 років, після 14 років вони зменшуються. В кавказьких оленів роги мають масу 7-8, інколи 10-12 кг, і зовсім рідко 14-18 кг. Олені скидають роги в другій половині березня — першій половині квітня, інколи в кінці лютого, особливо в Криму, Карпатах та на Кавказі. Старі олені скидають роги пізніше, ніж молоді. Молоді, оброслі шерстю роги остаточно формуються наприкінці червня — на початку липня. До середини серпня вони костеніють і очищуються від шкіри. В сибірських оленів костеніння закінчується пізніше, ніж у їхніх західних родичів.

## Розведення
У селі Радовичі Ковельського району Волинської області функціонує ферма з розведення благородного оленя площею 122 гектари. У 2018 році з Прибалтики сюди завезли 80 оленів. Вони чудово акліматизувалися, народили багато потомства.
У 2021 році на ферму завезли ще 200 оленів з країн Балтії. Популяція благородних оленів на території екопарку сягнула чотирьохсот голів.
На території ферми є зоопарк. У п'яти вольєрах живуть олені плямисті, муфлони, два види ланей і дикі свині.